# Прародина
Праро́дина — первоначальное, древнейшее место обитания племени, народа, вида животных, произрастания вида растений.

## Прародина человека
В настоящее время наиболее признанной в науке является теория африканского происхождения человека, поскольку она подтверждается независимыми друг от друга данными различных научных дисциплин.  К настоящему времени в Африке найдены останки наиболее древних гоминид. Эволюционная цепочка предков человека и древних видов людей из африканских находок является наиболее полной. Древнейшие каменные орудия также найдены в Африке, в Гона (Эфиопия) и датируются 2,6 млн лет назад. Археологические находки за пределами Африки моложе 2 млн лет. Кроме того, в Африке обнаружены останки древнейших людей современного типа и их непосредственных предков. В Африке возник как род Homo, так и, значительно позже, наш современный вид человека — Homo sapiens. Африканское происхождение человека подтверждают также данные генетических исследований. На основании образцов ДНК исследователями было реконструировано родословное дерево человечества. Согласно генетическим исследованиям, раньше других отделилась ветвь, содержащая только африканские группы. Генетическое разнообразие убывает по мере удаления от Африки, поскольку группа Homo sapiens, которая в древности покинула африканский континент, обладала только частью африканского генофонда.
Концепции африканского происхождения человека противопоставлены в настоящее время маргинальные или псевдонаучные гипотезы внеафриканского  и мультирегионального происхождения человека. Концепция внеафриканского происхождения человека противоречит всей сумме современных данных палеонтологии, антропологии и генетики по вопросу антропогенеза. В частности, ни на одном другом континенте нет настолько подробной эволюционной цепочки; нет внеафриканских находок гоминид или их орудий древнее 2 млн лет. Концепция мультирегионального происхождения человека предполагает, что предковый вид Homo erectus развился в Homo sapiens в различных регионах мира независимо, что противоречит принципам современной биологии (концепциям дивергенции и монофилии).
Поиском прародины человека исследователи занимались с XIX века, которые исходили из косвенных свидетельств. Чарльз Дарвин считал прародиной человека Африку, поскольку там обитают большие человекообразные обезьяны, наиболее близкие к человеку, — горилла и шимпанзе. Многие антропологи в прошлом считали, что человек появился в Европе — наиболее изученной части света. На территории Европы к началу XX века были найдены останки кроманьонцев, неандертальцев и гейдельбергского человека. Естествоиспытатель Эрнст Геккель помещал предков современного человека на территорию Лемурии, гипотетического материка, находившегося в Индийском океане (гипотеза Лемурии позднее была опровергнута наукой). Острова Индонезии рассматривались как обломки этого континента, поэтому Эжен Дюбуа отправился туда в поисках питекантропа (гипотетического обезьяночеловека, переходного звена между обезьяной и человеком). Аргентинский палеонтолог Флорентино Амегино пытался найти предков человека среди широконосых обезьян, обитателей Южной Америки. Ряд авторов прошлого считал, что центр происхождения человека расположен там, где ныне живут так называемые «примитивные расы». В рамках полигенизма считается, что каждая из трёх больших рас («белая», «чёрная» и «жёлтая») возникла независимо в разных частях света и имеет отдельных предков среди древних обезьян. В результате находок питекантропа на Яве, а затем синантропа в Китае вероятным центром антропогенеза многие, в том числе советские антропологи стали считать Азию. Советский палеонтолог А. П. Быстров писал: «Родиной человека, несомненно, был Евразиатский материк. Здесь, в Центральной Азии, по всей вероятности там, где теперь находится пустыня Гоби, возникла та обстановка, которая обусловила появление первых обезьяно-людей».
Первая находка австралопитека, «Таунгский ребёнок», была сделана в 1924 году в Южной Африке австралийским антропологом Раймондом Дартом. В книге «Ископаемые хроники» американский палеоневролог Дин Фальк со ссылкой на палеоантрополога Филиппа Тобайоса писала, что научный мир признал это открытие только спустя 25 лет, поскольку оно существенно противоречило представлениями того времени, в том числе идее, что колыбелью человечества является Азия; увеличение размера мозга предшествовало эволюции гоминид, как следовало из пилтдаунской находки; большинство черт «ребёнка из Таунга» могли быть объяснены его юным возрастом; геологическая датировка последнего была слишком поздней для предка человека. Основатели гипотезы африканского происхождения человека — известные археологи — семья Лики (англ. Leakey), сделавшая открытия древних останков во второй половине XX века в Восточной Африке. Гипотеза основана на находках Homo habilis в Олдувайском ущелье (север Танзании), давших название олдувайской культуре, Homo erectus в Кооби Форе (Эфиопия), древнейшего Homo sapiens из долины Омо (Эфиопия) и австралопитека Люси в Хадаре (Эфиопия). Дальнейшие находки, а также результаты генетических исследований подтвердили африканское происхождение человека.
Африканское происхождение человека отрицается некоторыми представителями массовой аудитории, в первую очередь сторонниками ряда националистических и расистских взглядов. Популярной является идея, что человек не станет расселяться с юга на север, поскольку на севере более тяжёлые природно-климатические условия. Подобные утверждения используются для обоснования псевдонаучных идей о миграциях в направлении, обратном (с севера на юг) установленному наукой. Это считается доказательством существования древних северных цивилизаций типа Гипербореи, зарождения «белой расы» на севере и последующих миграций её на юг — в эзотерике и ряде других течений. Согласно научным данным, ранние миграции человека были направлены преимущественно с юга на север. Вопреки популярным представлениям эти миграции не были единомоментным массовым переселением на большое расстояние. Расселение людей по планете происходило в течение тысячелетий небольшими группами с перемещением на относительно небольшое расстояние в период жизни одного поколения. Причинами переселения, в том числе на север, были миграции вслед за дичью и конкуренция с соседями, поскольку на юге население больше и борьба за ресурсы более острая.
Популярны различные националистические варианты автохтонизма и гипотезы внеафриканского происхождения человека, согласно которым древние находки человека и следы его жизнедеятельности рассматриваются как обоснование древности и значимости какого-либо проживающего на этой территории современного народа. Эти идеи используются для обоснования исторического права народа на данную территорию. Согласно данным палеоантропологии, генетики и лингвистики, население на какой-либо территории с эпохи палеолита сменилось многократно в результате миграций. По причине наличия в прошлом иного расового состава невозможно определить расовую принадлежность людей верхнего палеолита. Этническая принадлежность не определяется без наличия письменных источников. Кроме того, этносы возникают уже в историческое время. Древность народа или его названия не имеет прямой связи с древностью генофонда популяции. Homo sapiens появляются на территории нынешней России сравнительно рано, не менее 45—47 тысяч лет назад. Например, в местонахождении Усть-Ишим в Омской области была найдена бедренная кость кроманьонца, получившего название Усть-ишимский человек; возраст находки — 45 тысяч лет, это древнейший несомненный Homo sapiens в Евразии. Анализ ДНК показал, что этот человек был ближе к евразийским группам, чем к африканцам. Но «генетическое расстояние» между ним и любыми современными внеафриканскими популяциями и расами (европеоидами, монголоидами или австралоидами и др.) примерно одинаковое. Он мог быть предком любой из этих популяций или принадлежать к группе, которая позже исчезла, не оставив потомков. Усть-ишимский человек не может служить доказательством автохтонности какого-либо современного народа. От любого современного народа (сформировавшегося сравнительно недавно) его отделяет неоднократная миграционная смена местного населения в течение тысячелетий.

## Прародина этносов
Прародины конкретных этносов наряду с этногенетическими характеристиками определяются данными геногеографии, лингвистики и археологии, расшифровкой свидетельств эпоса тех или иных народов. Нередко отмечаются тяготение этносов к своим прародинам, придание местам исхода сакрального характера.

## Языковые семьи Евразии

### Прародина индоевропейской языковой семьи
На сегодня главными конкурирующими гипотезами расположения индоевропейской прародины являются:
- североцентральноевропейская (лингвисты Л. Гейгер, Ю. Покорный, Г. Хирт, Ф. Шпехт, Г. Дечи и Дж. Крюгер 2000[10][11]; археологи, антропологи и историки К. Пенка, M. Мух 1902[12], Г. Косинна, Г. Швантес, Л. С. Клейн 2010[13][14][15])
- югоцентральноевропейская или «балканская» (лингвисты Дж. Девото 1962[16], И. М. Дьяконов 1982[17][18][19]; археологи П. Боск-(и-)Жимпера 1960[20], Х. Хенкен, Я. Маккаи 1991[21][22])
- восточноевропейская или «степная», «курганная» (лингвисты А. Шлейхер, О. Шрадер 1890[23], Т. Бенфей, Т. Сулимирский 1968[24]; археологи Э. Вале, Г. Чайлд 1926[25], М. Гимбутас, Дж. П. Мэллори 1989[26])
- ближневосточная, западноанатолийская или переднеазиатская «армянская» (лингвисты М. Мюллер, Т. В. Гамкрелидзе и Вяч. Вс. Иванов 1984[27]; археологи К. Ренфрю 1987[28], П. М. Долуханов 1984[29], М. Звелебил 1988[30][31][32])
- теория «широкой прародины» (вся Европа или её существенная часть) (лингвисты Н. С. Трубецкой, Г. Краэ, В. П. Шмид; археологи и историки Г. Кюн, К. Яжджевский, Л. Килиан 1983[33], А. Хойслер 1985[34], Л. Л. Зализняк, С. В. Конча)
- теория В. А. Сафронова 1989[35], сочетает черты североцентральноевропейской, югоцентральноевропейской, восточноевропейской и отчасти западноанатолийской гипотез[15]
- теория «циркумпонтийского очага» Е. Н. Черных 1987[36][37], сочетающая концепты восточневропейской и ближневосточной гипотез.

В настоящее время индоевропейская языковая прародина локализуется в европейских степях от Карпат до Урала; более важным для локализации индоевропейской прародины считается наличие в праязыке слов «пчела», «мёд», «медовуха», а также *h₁eḱwos «лошадь». Медоносная пчела не была распространена к востоку от Урала, что позволяет исключить из рассмотрения Сибирь и Центральную Азию. Лошадь, имевшая большое значение для праиндоевропейцев и распространённая в период гипотетического существования праязыка преимущественно в степях Евразии, исключает Ближний Восток, Армянское нагорье, Иран, Индостан и Балканы.

### Прародина уральской языковой семьи
Нет точных данных о местоположении прародины уральской семьи, но вполне возможно, что она находилась на территории культуры ямочно-гребенчатой керамики, которая существовала в период с примерно 4000 г. до н. э. по 2000 г. до н. э. Одним из подтверждений этой гипотезы является высокое языковое разнообразие в области средней Волги, где ныне существуют мордовские языки, марийский и пермские языки. Реконструируемые лингвистами древние названия растений (вяз, ель, сосна, пихта, лиственница, ива) и животных (ёж) вполне согласуются с этими территориями.
Французский антрополог Сержан в La Genèse de l’Inde (1997) высказал предположение, что уральская семья может брать начало от прадравидийского или какого-либо предшествующего языка западноафриканского происхождения, либо же может иметь значительное число заимствований оттуда.
Некоторые лингвисты считают, что уральская семья имеет лингвистическую связь с алтайской языковой семьей, причем как с её тюркской, так и с монгольской ветвью, а также с дравидийскими языками.
Теория, говорящая о сходстве уральских языков с дравидийскими и предполагающая, что они контактировали друг с другом на протяжении длительного времени в прошлом, весьма популярна среди дравидийских учёных и поддержана рядом учёных, в том числе Колдуэллом, Барроу, Звелебилом и Андроновым.
Тем не менее, в последнее время ряд специалистов по уральским и дравидийским языкам, таких как Кришнамурти, подвергает её критике.
Также существует гипотеза о том, что уральские и эскимосско-алеутские языки имеют общее происхождение, но пока что не существует единого мнения о том, так ли это.

### Прародина тюркской языковой семьи
Предполагаемая прародина тюркских языков — предгорья Алтая, а шире — территория между Уралом и Алтаем, включая Монголию, западный Китай и Сибирь. Прототюрки имели длительные связи с представителями уральской и монгольской языковых семей.